# Китовая бухта
Китовая бухта — бухта шельфового ледника Росса, севернее острова Рузвельта, в Антарктиде.
Бухта была обнаружена в 1841 году экспедицией Джеймса Кларка Росса. Была названа Китовой (Bay of Whales) английским полярным исследователем Эрнестом Шеклтоном, наблюдавшим здесь с борта своего судна Нимрод 24 января 1908 года множество играющих китов. Как место для возможной стоянки и лагеря Шеклтон бухту исключил. Тем не менее с самого начала XX столетия берега бухты использовались в полярных исследованиях.
В 1911 году Китовая бухта (база Фрамхейм) послужила исходным пунктом для успешной экспедиции Руаля Амундсена к Южному полюсу. Амундсен установил, что бухта со времён экспедиции Дж. К. Росса в 1841 году практически не изменилась и считал лёд Китовой бухты достаточно стабильным для его использования как базы. В 1928—1930 годах в Китовой бухте работает американская экспедиция Р. Бэрда (базы Литл-Америка). В 1934 году Бэрд установил, что бухта находится на границе взаимодействия двух различных ледовых систем, движение которых определяется их положением относительно острова Рузвельта.
В 1939—1941 годах в Китовой бухте проводились мероприятия и исследования в рамках Антарктической программы США.